# Río Piracicaba (río de Minas Gerais)
El río Piracicaba es un curso de agua del estado de Minas Gerais, en la Región Sudeste de Brasil, perteneciente a la cuenca del río Doce. Nace a 1 680 metros de altitud, en una de las vértices de la sierra da Caraça, en San Bartolomé (distrito del municipio de Ouro Preto), recorriendo cerca de 240 km hasta desaguar en el río Doce, entre los municipios de Ipatinga y Timóteo.
Tiene como principales afluentes los ríos Santa Bárbara, Prata, Peixe y Maquiné. Su nombre es de origen tupí-guaraní y significa «lugar donde el pez para».

## Cuenca
La ocupación de la región comenzó en el siglo XVIII, con la explotación minera y agrícola de la región por los bandeirantes. Su subcuenca está inserta en la cuenca del río Doce, contando con 6 mil km² y abarcando 21 municipios, siendo los principales Alvinópolis, Barão de Cocais, Coronel Fabriciano, Ipatinga, Itabira, João Monlevade, Mariana, Nova Era, Ouro Preto, Rio Piracicaba, Santa Bárbara y Timóteo. La población es estimada en cerca de 800 mil habitantes, siendo la mayor parte residente en João Monlevade, Itabira o en la región metropolitana de Vale do Aço.
Cubre parte de dos unidades de conservación; la sierra del Caraça y el Parque Estatal del Río Doce, una de las principales reservas de mata atlántica de Brasil. En el área total de la cuenca, cerca del 30 % del total está compuesta de cultivos, ciudades, minas y cursos de agua, mientras que el 25% son pastos, en un 25% hay presencia de la reforestación con eucalipto, en un 20% hay capoeiras y en el 0,2% se encuentra mata atlántica original. El río y sus afluentes han sido muy castigados por la contaminación generada por desechos provenientes de las industrias locales, como Cenibra (papel y celulosa), Vale SA (antigua Companhia Vale do Rio Doce), Gerdau (en Barão de Cocais), Aperam South America (en Timóteo), ArcelorMittal Aços Longos (en João Monlevade) y Usiminas (en Ipatinga).